# .berlin
.berlin (dotBERLIN) és un domini de primer nivell proposat. També és un dels anomenats dominis de primer nivell genèrics pensat per ser un domini de primer nivell per tots els llocs amb el nom de Berlín. La comunitat de berlinesos demana el seu propi domini a Internet.
Juntament amb dominis de primer nivell com .cat, .asia i .eu, .berlin i altres dominis de primer nivell corresponen a la nova categoria de GEOTLDs (del seu nom en anglès, dominis de primer nivell geogràfics).
La intenció de proposar nous dominis de primer nivell per regions i ciutats és que Internet està esdevenint més local i les recerques afecten cada cop més l'entorn més local de l'usuari d'Internet. Alhora, els dominis són un recurs escàs en algunes terminacions de domini. La proposta per estendre l'espai de noms d'Internet es veu com un avanç en sistema actual.
La visió de .berlin és:
".berlin és el domini de primer nivell de la comunitat Berlinesa a Internet. Les URLs disponibles són concises i creen identitat per empreses, institucions, i particulars. A més, proveïdors d'informació, béns i serveis i els seus respectius clients poden trobar-se intuïtivament. Els noms de domini .berlin estimulen el sentit de comunitat, milloren la comunicació, i faciliten la interacció, això estimularà la innovació i el desenvolupament. Les atraccions de Berlín pels visitants i com a lloc de negocis i de l'habitatge augmentarà."
La campanya del .berlin està recolzada per empreses, institucions i particulars principalment de la capital alemanya i està recolzada pel parlament alemany, el Bundestag.